# جنگ شوروی و ژاپن
جنگ شوروی و ژاپن (به روسی: Советско-японская война) یک درگیری نظامی در جنگ جهانی دوم بود که با تهاجم نظامی شوروی به منچوری به دولت دست‌نشانده امپراتوری ژاپن مانچوکوئو بلافاصله پس از نیمه شب ۹ اوت ۱۹۴۵ آغاز شد. اتحاد جماهیر شوروی سوسیالیستی و جمهوری خلق مغولستان به کنترل ژاپن بر مانچوکوئو، مغولستان داخلی، کره (کشور) شمالی، استان کارافوتو و جزایر کوریل پایان دادند. شکست ارتش کانتوگون ژاپنی به تسلیم ژاپن و خاتمه جنگ جهانی دوم کمک کرد.